# リー代数の表現
数学の一分野である表現論では、リー代数の表現(リーだいすうのひょうげん、representation of a Lie algebra)は、リー代数を行列の集合（ベクトル空間の準同型）として記述する方法である。この方法により、リーブラケットは交換子により与えられる。
考え方はリー群の表現の考え方と密接に関連する。大まかには、リー代数の表現は、リー群の表現の微分した形であり、一方、リー群の普遍被覆の表現は、リー代数の表現の積分した形である。
リー代数の表現の研究で、リー代数に付随する普遍包絡代数と呼ばれる特別な環は、決定的役割を果たす。この環の構成の普遍性は、リー代数の表現の圏が、この普遍包絡代数上の加群の圏と同じであることを言っている。

## 公式な定義
リー代数 {\displaystyle {\mathfrak {g}}} の表現は、{\displaystyle {\mathfrak {g}}} からベクトル空間 V 上の準同型のリー代数への準同型(Lie algebra homomorphism)
{\displaystyle \rho \colon {\mathfrak {g}}\to {\mathfrak {gl}}(V)}
であり、交換子をリーブラケットとして持ち、{\displaystyle {\mathfrak {g}}} の元 x を {\displaystyle {\mathfrak {gl}}(V)} の元 ρx へ写像する。
明らかに、このことは、{\displaystyle {\mathfrak {g}}} の中のすべての x,y に対し、
{\displaystyle \rho _{[x,y]}=[\rho _{x},\rho _{y}]=\rho _{x}\rho _{y}-\rho _{y}\rho _{x}}
であることを意味する。ベクトル空間 V は、表現 ρ とともに、{\displaystyle {\mathfrak {g}}}-加群と呼ばれる（用語を省略し、V を表現ということも多い）。
表現 {\displaystyle \rho } が単射のとき、忠実(faithful)と呼ばれる。
同値な定義であるが、{\displaystyle {\mathfrak {g}}}-加群をベクトル空間 V と双線型写像 {\displaystyle {\mathfrak {g}}\times V\to V} と定義し、{\displaystyle {\mathfrak {g}}} の中のすべての x,y と V のすべての v に対して、
{\displaystyle [x,y]\cdot v=x\cdot (y\cdot v)-y\cdot (x\cdot v)}
であるように定義することもできる。この定義は、x を v = ρx (v) と置くと上の定義に関係付く。

## 例

### 随伴表現
リー代数の表現の最も基本的な例は、リー代数 {\displaystyle {\mathfrak {g}}} の自分自身の上での随伴表現
{\displaystyle {\textrm {ad}}:{\mathfrak {g}}\to {\mathfrak {gl}}({\mathfrak {g}}),\quad x\mapsto \operatorname {ad} _{x},\quad \operatorname {ad} _{x}(y)=[x,y].}
である。実際、ヤコビ恒等式により、{\displaystyle \operatorname {ad} } はリー代数の準同型である。

### 無限小リー群表現
リー代数の表現は自然に発生する。φ: G → H を（実、もしくは、複素）リー群の準同型とし、{\displaystyle {\mathfrak {g}}} と {\displaystyle {\mathfrak {h}}} をそれぞれ G と H のリー代数とすると、恒等元上での接空間上の微分(differential) {\displaystyle d\phi :{\mathfrak {g}}\to {\mathfrak {h}}} はリー代数の準同型である。特に、有限次元ベクトル空間 V に対して、リー群の表現
{\displaystyle \phi :G\to \mathrm {GL} (V)}
は、{\displaystyle {\mathfrak {g}}} から一般線型群 GL(V) つまり、V の自己準同型の代数へのリー代数の準同型
{\displaystyle d_{e}\phi :{\mathfrak {g}}\to {\mathfrak {gl}}(V)}
を決定する。
たとえば、{\displaystyle c_{g}(x)=gxg^{-1}} とすると、{\displaystyle c_{g}:G\to G} の恒等元での微分は、{\displaystyle \mathrm {GL} ({\mathfrak {g}})} の元である。これを {\displaystyle \operatorname {Ad} (g)} と表わすと、ベクトル空間 {\displaystyle {\mathfrak {g}}} 上の G の表現 {\displaystyle \operatorname {Ad} } を得る。先行して適用すると、リー代数の表現 {\displaystyle d\operatorname {Ad} } を得る。このことから {\displaystyle d_{e}\operatorname {Ad} =\operatorname {ad} } を示すことができる。
以上のステートメントの部分的な逆は、すべての有限次元（実、複素）リー代数の表現は、一意に随伴単連結なリー群の表現へ持ち上げることができることを意味している。従って、単連結なリー群の表現と、それらのリー代数の表現とは 1 対 1 に対応する。

## 基本概念
{\displaystyle {\mathfrak {g}}} をリー代数、V, W を {\displaystyle {\mathfrak {g}}}-加群とすると、線型写像 {\displaystyle f:V\to W} が、{\displaystyle {\mathfrak {g}}}-同変であるとき、つまり、任意の {\displaystyle x\in {\mathfrak {g}},v\in V} に対して、{\displaystyle f(xv)=xf(v)} であるとき、この線型写像は、{\displaystyle {\mathfrak {g}}}-線型である。f が全単射であれば、{\displaystyle V,W} は、同変であるという。同様に、加群の理論の多くのほかの抽象代数学の構成が、この設定から導き出される。部分加群、商、部分商、直和、ジョルダン・ホルダー系列、など、
V を {\displaystyle {\mathfrak {g}}}-加群とすると、V が次の同値な条件を満たすとき、V を半単純、もしくは完全可約という。（半単純加群を参照）
1. V は単純加群の直和
2. V は単純部分加群の和
3. V のすべての部分加群は、直和、V のすべての部分加群 W に対し、補完加群 P が存在し V = W ⊕ P となる。

{\displaystyle {\mathfrak {g}}} が標数 0 の体上の有限次元半単純リー代数であれば、V は半単純である（ワイルの完全可約定理(Weyl's complete reducibility theorem)。 リー代数は、随伴表現が半単純であるとき、可約(reductive)と呼ぶ。このように、半単純リー代数は可約である。V の元 v は、すべての {\displaystyle x\in {\mathfrak {g}}} に対し {\displaystyle xv=0} となるときに、{\displaystyle {\mathfrak {g}}}-不変と呼ぶ。すべての不変な元の集合は、{\displaystyle V^{\mathfrak {g}}} と書かれる。{\displaystyle V\mapsto V^{\mathfrak {g}}} は左完全函手である。

## 基本構成
基礎となるベクトル空間を、V1 と V2 とし、表現を ·[·]1 と ·[·]2 とした 2つの表現とすると、これらの表現の積は V1 ⊗ V2 を基礎となるベクトル空間で、表現は
{\displaystyle x[v_{1}\otimes v_{2}]=x[v_{1}]\otimes v_{2}+v_{1}\otimes x[v_{2}]}
である。L を実リー群、ρ: L × V → V を L の複素上限とすると、次のようにしてその双対表現と呼ばれる L の別のもうひとつの表現を構成することができる。
V∗ を V の双対ベクトル空間とする。言い換えると、V∗ はV から C へのすべての線型写像の集合で、普通の方法で定義されているが、スカラー倍の定義は、C の任意の z と V∗ の元  ω と V の元 X に対し、{\displaystyle (z\omega )[X]={\bar {z}}\omega [X]} である。これは通常、半双線型形式 ⟨·,·⟩ つまり、ω[X] として定義された ⟨ω,X⟩ で書き換えられる。
{\displaystyle {\bar {\rho }}} は次のように定義される。L の任意の A、V∗ の ω、V の中の X に対し
{\displaystyle ({\bar {\rho }}(A)[\omega ],X)+(\omega ,\rho A[X])=0}
とする。これは {\displaystyle {\bar {\rho }}} を一意に定義する。
{\displaystyle V,W} を {\displaystyle {\mathfrak {g}}}-加群、{\displaystyle {\mathfrak {g}}} リー代数とすると、{\displaystyle \operatorname {Hom} (V,W)} は {\displaystyle (x\cdot f)(v)=xf(v)-f(xv)} と置くことにより、{\displaystyle {\mathfrak {g}}}-加群となる。特に、{\displaystyle \operatorname {Hom} _{\mathfrak {g}}(V,W)=\operatorname {Hom} (V,W)^{\mathfrak {g}}} である。任意の体は自明な作用により {\displaystyle {\mathfrak {g}}}-加群となるので、W を基礎体とすると、双対ベクトル空間 {\displaystyle V^{*}} は {\displaystyle {\mathfrak {g}}}-加群となる。

## 包絡代数
体 k 上の任意のリー代数 {\displaystyle {\mathfrak {g}}} に対し、{\displaystyle {\mathfrak {g}}} の普遍包絡代数と呼ばれるある環を関連させることができる。（PBW定理に従うと、）構成は普遍的で結論的には、{\displaystyle {\mathfrak {g}}} の表現は、{\displaystyle {\mathfrak {g}}} の普遍包絡代数の代数表現(algebra representation)と 1 対 1 に対応する。この構成は次のようになる。 T をベクトル空間 {\displaystyle {\mathfrak {g}}} のテンソル代数とする。定義により、{\displaystyle T=\oplus _{n=0}^{\infty }\otimes _{1}^{n}{\mathfrak {g}}} とこの積は、{\displaystyle \otimes } で与えられる。{\displaystyle U({\mathfrak {g}})} を元 {\displaystyle [x,y]-x\otimes y+y\otimes x} により生成されるイデアルで割った商環 とする。{\displaystyle U({\mathfrak {g}})} は体 k 上の結合代数であるので、交換子 {\displaystyle [x,y]=xy-yx} （{\displaystyle \otimes } を省略して記載した）を通してリー代数とすることができる。リー代数には {\displaystyle T\to U({\mathfrak {g}})} をひとつのピースの次数を制限することにより標準的な射 {\displaystyle {\mathfrak {g}}\to U({\mathfrak {g}})} が存在する。PBW定理(PBW theorem)は、標準的な射は実際、単射であることを意味している。{\displaystyle {\mathfrak {g}}} がアーベル的ならば、{\displaystyle U({\mathfrak {g}})} はベクトル空間 {\displaystyle {\mathfrak {g}}} の対称代数となる。
{\displaystyle {\mathfrak {g}}} は随伴表現を通して自分自身の上の加群であるので、包絡代数 {\displaystyle U({\mathfrak {g}})} は随伴表現を拡張することで、{\displaystyle {\mathfrak {g}}}-加群となる。しかし、左と右の正則表現を使い、包絡代数を{\displaystyle {\mathfrak {g}}}-加群とすることができる。つまり、記法 {\displaystyle l_{x}(y)=xy,x\in {\mathfrak {g}},y\in U({\mathfrak {g}})} により、写像 {\displaystyle x\mapsto l_{x}} は {\displaystyle U({\mathfrak {g}})} の上の {\displaystyle {\mathfrak {g}}} の表現を定義する。右正則表現も同様に定義される。

## 誘導表現
{\displaystyle {\mathfrak {g}}} を標数 0 の体上の有限次元リー代数とし、{\displaystyle {\mathfrak {h}}\subset {\mathfrak {g}}} を部分代数とする。{\displaystyle U({\mathfrak {h}})} は {\displaystyle U({\mathfrak {g}})} 上へ右から作用しているとすると、任意の {\displaystyle {\mathfrak {h}}}-加群 W に対し、左 {\displaystyle U({\mathfrak {g}})}-加群 {\displaystyle U({\mathfrak {g}})\otimes _{U({\mathfrak {h}})}W} を構成することができ、{\displaystyle {\mathfrak {g}}}-加群として {\displaystyle \operatorname {Ind} _{\mathfrak {h}}^{\mathfrak {g}}W} と書かれ、W により誘導された {\displaystyle {\mathfrak {g}}}-加群という。この表現は、以下のような普遍的な性質を持ち、実際、この普遍的性質により特徴付けることもできる。任意の {\displaystyle {\mathfrak {g}}}-加群 E に対し、
{\displaystyle \operatorname {Hom} _{\mathfrak {g}}(\operatorname {Ind} _{\mathfrak {h}}^{\mathfrak {g}}W,E)\simeq \operatorname {Hom} _{\mathfrak {h}}(W,\operatorname {Res} _{\mathfrak {h}}^{\mathfrak {g}}E)}
である。さらに、{\displaystyle \operatorname {Ind} _{\mathfrak {h}}^{\mathfrak {g}}} が {\displaystyle {\mathfrak {h}}}-加群の圏から {\displaystyle {\mathfrak {g}}}-加群の圏への完全函手である。これらは {\displaystyle U({\mathfrak {g}})} が {\displaystyle U({\mathfrak {h}})} 上の自由右加群である。特に、{\displaystyle \operatorname {Ind} _{\mathfrak {h}}^{\mathfrak {g}}W} が単純であれば（絶対単純であれば）、W はそれぞれ、単純（絶対単純）である。ここで、{\displaystyle {\mathfrak {g}}}-加群 V が絶対単純とは、{\displaystyle V\otimes _{k}F} が任意の体の拡大 {\displaystyle F/k} に対し単純である場合をいう。
誘導が推移的である場合、任意のリー部分代数 {\displaystyle {\mathfrak {h'}}\subset {\mathfrak {g}}} と任意のリー代数 {\displaystyle {\mathfrak {h}}\subset {\mathfrak {h}}'} に対し、{\displaystyle \operatorname {Ind} _{\mathfrak {h}}^{\mathfrak {g}}\simeq \operatorname {Ind} _{\mathfrak {h'}}^{\mathfrak {g}}\circ \operatorname {Ind} _{\mathfrak {h}}^{\mathfrak {h'}}} である。誘導表現は、制限と可換である。{\displaystyle {\mathfrak {h}}\subset {\mathfrak {g}}} を部分代数、{\displaystyle {\mathfrak {n}}} を {\displaystyle {\mathfrak {h}}} に含まれる {\displaystyle {\mathfrak {g}}} のイデアルとする。{\displaystyle {\mathfrak {g}}_{1}={\mathfrak {g}}/{\mathfrak {n}}} とし、{\displaystyle {\mathfrak {h}}_{1}={\mathfrak {h}}/{\mathfrak {n}}} とすると、{\displaystyle \operatorname {Ind} _{\mathfrak {h}}^{\mathfrak {g}}\circ \operatorname {Res} _{\mathfrak {h}}\simeq \operatorname {Res} _{\mathfrak {g}}\circ \operatorname {Ind} _{\mathfrak {h_{1}}}^{\mathfrak {g_{1}}}} である。

## (g,K)-加群
リー代数の表現の最も重要な応用のひとつは、実簡約リー群の表現論である。{\displaystyle \pi } を連結な実半単純線型リー群 G のヒルベルト空間上の表現とすると、2つの自然な作用をもつ。ひとつは、複素化された {\displaystyle {\mathfrak {g}}} であり、もうひとつは、連結極大コンパクト部分群(maximal compact subgroup) K である。{\displaystyle \pi } の {\displaystyle {\mathfrak {g}}}-加群構造は、代数的なホモロジカルな方法を適用することができ、特に、{\displaystyle K}-加群構造は調和解析を適用でき、そこで連結コンパクト半単純リー群と同じ方法を使うことができる。

## 分類

### 半単純リー代数の有限次元表現
半単純リー代数の分類方法と同様に、半単純リー代数の有限次元表現を分類することができる。これは、非常に美しいと広く考えられている分類理論であり、標準的な参考として、(Fulton & Harris 1992) がある。
半単純リー代数の有限次元表現は、完全可約であり、従って、規約な（単純な）表現へ分類することが充分可能である。半単純リー代数は、随伴表現のウェイトのことば、いわゆるルート系(root system)で分類される。同様な方法で、すべて有限次元既約表現はウェイトのことばで理解することができる。詳細は、ウェイト (表現論)を参照。

## 代数上の表現
L を超代数とすると、L の代数上の表現は、（結合的である必要はない）Z2 次数付き代数 A である。A はZ2 次数付きベクトル空間(graded vector space)上の L の表現であり、加えて、L の元は A 上に 微分(derivation)/反微分(antiderivation) として作用する。
さらに、特に H が L の純粋元であり、x と y が A の純粋元であれば、
{\displaystyle H[[xy]=(H[x])y+(-1)^{xH}x(H[y])}
である。また、A が単位的であれば、
{\displaystyle H[1]=0}
である。
ところで、リー代数の表現に対し、単純に次数を (−1) を同じべきの因子へ写し、なくすることができる。
（超）リー代数はリー代数であり、それ自身の随伴表現を持っているので、随伴表現は代数の上の表現である。（反）微分の性質は、超(super)ヤコビ恒等式である。
ベクトル空間が双方とも結合代数であり、リー代数であり、リー代数自身の上への随伴表現が代数上の表現（つまり結合代数上の微分が作用していると）であれば、このリー代数はポアソン代数(Poisson algebra)である。超リー代数での類似の事実が、ポアソン超代数(Poisson superalgebra)の考えをもたらす。

## 参照項目
- キレンの補題（英語版）(Quillen's lemma) - シューアの補題の類似で、体 k 上の有限次元リー代数の包絡環上の単純加群の自己準同型は k 上代数的であることを言っているのが、キレン(Quillen)の補題である。
- ヴァルマ加群（英語版）(Verma module)
- 幾何学的量子化（英語版）(Geometric quantization)
- カジュダン-ルスティック予想
- 超リー代数の表現（英語版）(Representation of a Lie superalgebra)
- ホワイトヘッドの補題（英語版）(Whitehead's lemma)

## 追加参考文献
- Ben-Zvi, David; Nadler, David (2012). "Beilinson-Bernstein localization over the Harish-Chandra center". arXiv:1209.0188v1。
- Garrett Birkhoff; Philip M. Whitman (1949). “Representation of Jordan and Lie Algebras”. Trans. Amer. Math. Soc. 65:  116-136.